# Plounévézel
Plounévézel (en bretó Plonevell) és un municipi francès, situat a la regió de Bretanya, al departament de Finisterre. L'any 2006 tenia 1.064 habitants.

## Demografia
| 1962                                       | 1968 | 1975 | 1982 | 1990  | 1999  |
| ------------------------------------------ | ---- | ---- | ---- | ----- | ----- |
| 760                                        | 658  | 714  | 829  | 1.017 | 1.015 |
| Des de 1962: població sense dobles comptes |      |      |      |       |       |

## Administració
| Període   | Identitat           | Partit     |
| --------- | ------------------- | ---------- |
| 1905-1925 | Yves Mevel          | radical    |
| 1925-1929 | Pierre-Louis Pinsec | socialista |
| 1929-1935 | Pierre Le Norgant   | socialista |
| 1935-1945 | Yves Mevel          | radical,   |
| 1945-1959 | Pierre-Louis Pinsec | PS         |
| 1959-1977 | Isidore Offret      | PS         |
| 2001-     | Xavier Berthou      | PS         |